# اقتدار

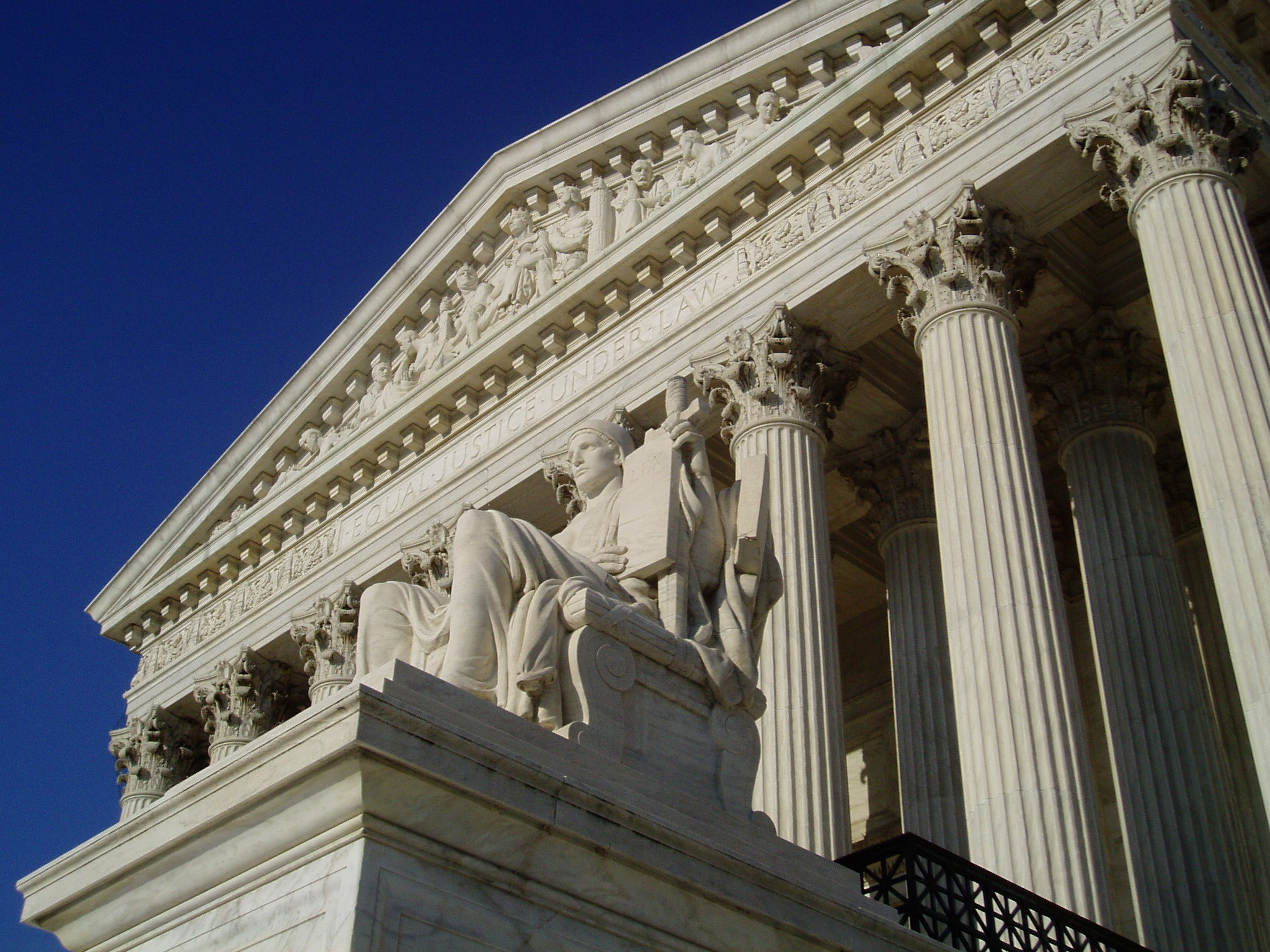
مجسمۀ «اقتدار قانون» اثر جیمز ارل فریزر، که در ضلع غربی ساختمان دیوان عالی ایالات متحده، در ضلع جنوبی پله‌های ورودی اصلی قرار دارد.

اقتدار یا فرد مقتدر یا اُتوریته (به فرانسوی: Autorité)، به فرد یا مقامی نسبت داده می‌شود که می‌تواند به فرد تحت اقتدار دستوری بدهد و فرد تحت اقتدار از او پیروی می‌کند. اطاعت به معنای عمل کردن بی‌چون و چرا به فرمان یا دستور است. برای مثال در آزمایش میلگرام افراد با وجود این‌که نمی‌خواستند به شکنجهٔ فرد دیگری بپردازند به‌خاطر وجود اقتدار نمی‌توانستند از این عمل سرباز زنند.

## آنارشیسم و اقتدار
اتوریته یکی از مسائل مهمی است که در آنارشیسم بررسی می‌شود. یکی از تعاریف معروف آنارشی «نبود فرمانروایی و اقتداری اجباری» است.
آنارشیست‌ها اقتدار را محکوم می‌کنند و آن را یکی از عوامل قوی بازتولید سلسله مراتب قدرت (که با آن مخالفند) می‌دانند.

## انسان‌ها در مقابل اقتدار
آزمایش‌های میلگرام نشان می‌دهد که اکثر انسان‌ها ترجیح می‌دهند که از یک اقتدار اطاعت کنند تا این‌که خودشان مسئولیت اعمالشان را به عهده بگیرند؛ و هنگامی که فرمان اقتدار با دستگاه ارزشی آن‌ها جور نباشد (بیشتر افراد) دچار تنش می‌شوند و سرپیچی از اقتدار برایشان سخت است.
افراد برای خارج شدن از اقتدار دچار تنش می‌شوند.

## اقتدار مشروع
به گفتهٔ وبر اقتدار مشروع یا سلطهٔ مشروع آن است که گروه معینی از مردم از فرمان معینی که شخص یا اشخاص معینی می‌دهند، به رضا و رغبت اطاعت کنند' و برای آنکه سلطهٔ (اقتدار) مشروع پدید آید باید این ویژگی‌ها جمع باشند:
- باید یک فرمانروا (حکمروا) یا گروهی فرمانروا (حاکمان) وجود داشته باشند.
- فرمان‌بردار یا گروهی از فرمان‌برداران وجود داشته باشد.
- فرمانروا باید دارای اراده‌ای باشد که بر اعمال فرمان‌برداران مؤثر باشد و این اراده به‌صورت فرمان، پدیدار شود.
- فرمان‌برداران در عمل، فرمان را گردن نهند.
- فرمان‌برداران به‌طور ذهنی نیز فرمان را پذیرفته و از آن‌ها اطاعت کنند.

انواع اقتدار مشروع به گفتهٔ وبر سه نوع هستند:
1. اقتدار مشروع سنتی یا سلطه مشروع سنتی، فرهیخته Traditional Authority
2. اقتدار مشروع پیشوائی 'فرهمند' کاریزما Charismatic Authority
3. اقتدار مشروع عقلی و قانونی بوروکراتیک Bureaucratic Authority[۵]

## ریشهٔ لغت
از ریشهٔ لاتین آکتوریتاس است و به معنای اختراع، پند، نظر، نفوذ یا فرمان و دستور می‌باشد.